# Letycja
Letycja – imię żeńskie pochodzenia łacińskiego (od nazwy rodu Laetitia), oznacza piękno, wesołość, wdzięk. Na cześć św. Letycji odbywa się co roku we wrześniu kilkudniowe święto w hiszpańskim Ayerbe.

## Imieniny
Letycja imieniny obchodzi 13 marca.

## W różnych językach
- Letícia (kataloński, węgierski, portugalski)
- Letitia, Latisha, Lettice, Lettie, Letty, Tisha, Titty (angielski)
- Lätitia, Lätitzia, Tizia, Titia (niemiecki)
- Laetitia (francuski, łacina, niemiecki)
- Letizia (włoski, korsykański)
- Letiţia (rumuński)
- Летиция, Летисия (rosyjski)
- Leticia (hiszpański)
- Lelê (portugalski)
- Leca (portugalski)
- Leleca (portugalski)
- Tica (portugalski)
- Letycja (polski)
- Leitis (szkocki)
- Ledicia (Szkocki)
- Leti (hiszpański)

## Znane osoby
- Letycja – królowa Hiszpanii
- Letycja Buonaparte – matka Napoleona Bonaparte
- Matylda Letycja Bonaparte – bratanica Napoleona Bonaparte
- Leticia Calderón – meksykańska aktorka grająca w telenowelach
- Laetitia Casta – francuska modelka i aktorka
- Leticia Avilés – ekwadorska arachnolog